# Spilogona pennata
Spilogona pennata este o specie de muște din genul Spilogona, familia Muscidae. A fost descrisă pentru prima dată de Malloch în anul 1924. Conform Catalogue of Life specia Spilogona pennata nu are subspecii cunoscute.